# منخفض ألوشي

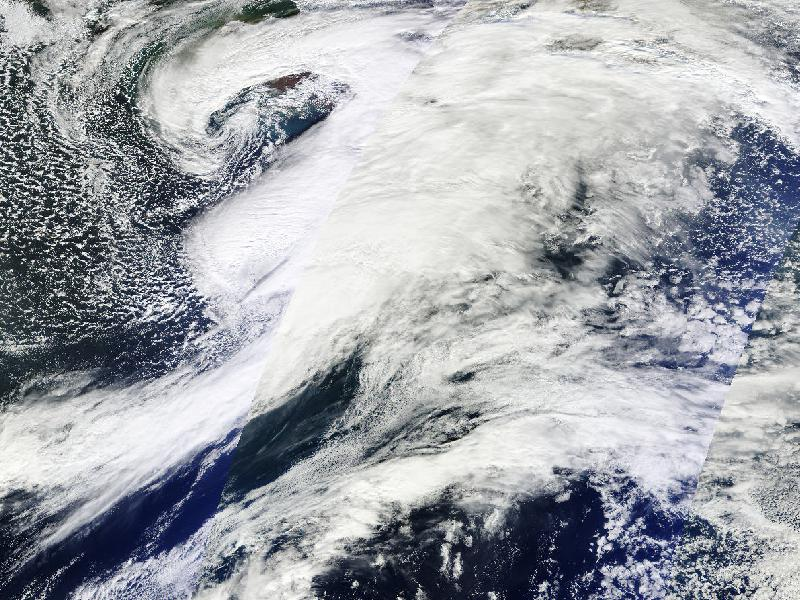

المنخفض الألوشي أو المنخفض الأليوطي هو أحد مراكز الضغوط الجوية المنخفضة الدائمة، ويقع مركزه في منطقة جزر الأليوطية شمالي المحيط الهادئ،ويتصف باستمراريته طوال العام، إلا انه يكون أكثر نشاطاً وقوةً في نصف السنة الشتوي، ليضعف في النصف الصيفي، ويناظر مركز الضغط المنخفض هذا، مركز الضغط المنخفض الآيسلندي، في شمالي المحيط الأطلسي، وما هذان المركزان سوى حجرتين من حزام الضغط المنخفض شبه القطبي الشمالي الذي يتجزأ بفعل اختلاف حرارة اليابس والماء الراجعة إلى اختلاف درجة تسخين كل منهما، ووجود التيارات المائية الحارة التي تبرز في فصل الشتاء أكثر من الصيف.
المصدر
المعجم الجغرافي المناخي